# Letelaran
Letelaran ist ein osttimoresischer Ort in der Aldeia Aidabaleten (Suco Aidabaleten, Verwaltungsamt Atabae, Gemeinde Bobonaro). Er liegt in einer Meereshöhe von 253 m.
Der Weiler Letelaran befindet sich im Norden der Aldeia, an der Straße, die von Damlaran/Ramelaran nach Farumea führt. Die Umgebung ist bewaldet.